# Tribehou
Tribehou é uma comuna francesa na região administrativa da Normandia, no departamento Mancha. Estende-se por uma área de 9,98 km². Em 2010 a comuna tinha 532 habitantes (densidade: 53,3 hab./km²).